# Ryx
Ryx (Pierścień) − polski herb szlachecki z nobilitacji, uznawany przez J. Dunina Borkowskiego za odmianę herbu Leliwa.

## Opis herbu
Herb można blazonować następująco:
W polu błękitnym między półksiężycem złotym, z gwiazdą ośmiopromienną srebrną między rogami, u głowicy i lilią złotą u podstawy dwa skrzydła orle srebrne. Klejnot: ramię zbrojne z pierścieniem złotym, wysadzanym kamieniami, w dłoni.

## Najwcześniejsze wzmianki
Herb nadany został 27 czerwca 1791 roku w Warszawie Franciszkowi Ryxowi, majorowi w regimencie piątym wojska Wielkiego Księstwa Litewskiego. J. Dunin Borkowski podaje inną datę nobilitacji – 9 grudnia 1790.
Nobilitowany Franciszek Ryx był synowcem (według niektórych przekazów naturalnym synem) kamerdynera króla Stanisława Augusta – Franciszka Ryxa, który był nobilitowany już w 1768 (patrz herb Pierścień).

## Herbowni
Herb ten był herbem własnym, więc przysługiwał tylko jednemu rodowi herbownych:
Ryx (Ryks).